# Franco Giacchero
Franco Giacchero (* 1. April 1925 in Ovada; † 8. Mai 2012 in Novi Ligure) war ein italienischer Radrennfahrer und nationaler Meister im Radsport.

## Sportliche Laufbahn
Giacchero war im Straßenradsport aktiv. Er begann als Schüler mit dem Radsport im Verein G.S. Alessandrina. Als Amateur gewann er 1950 die Eintagesrennen Coppa Valle del Metauro und Nazionale di Santo Stefano Magra. Insgesamt gewann er als Amateur etwa 30 Rennen.
1951 wurde Giacchero Berufsfahrer im Radsportteam Girardengo-Ursus und blieb bis 1957 als Radprofi aktiv. 1952 siegte er in der Marokko-Rundfahrt vor Marcel Huber. Im Giro della Toscana kam er hinter Rinaldo Moreso auf den zweiten Platz, im Jahr zuvor war er bereits Dritter geworden. 1955 holte er einen Etappensieg in der Katalonien-Rundfahrt.
Den Giro d’Italia bestritt er dreimal. 1951 wurde er 50., 1952 73. der Gesamtwertung. 1956 schied er aus. In der Vuelta a España 1955 kam er auf den 40. Rang.
Beim Giro del Ticino in Mendrisio wurde er von einem Motorrad angefahren und stürzte. Zurück blieb eine Schulterverletzung, die ihn zur Aufgabe des Radsports zwang.